# Matriu hessiana
En matemàtiques, la matriu hessiana d'una funció f de n variables, és una matriu quadrada n×n amb les segones derivades parcials.
Donada una funció real f de n variables reals
{\displaystyle f(x)=f(x_{1},x_{2},...,x_{n})}
Si totes les derivades segones parcials de f existeixen, es defineix la matriu hessiana de f, {\displaystyle \mathrm {H} f(x)}, de manera que l'element i,j de la matriu es calcula:
{\displaystyle \mathrm {H} f(x)_{i,j}={\frac {\partial ^{2}f(x)}{\partial x_{i}\partial x_{j}}}}
Per tant, la matriu hessiana s'escriu de la forma:
{\displaystyle \mathrm {H} f={\begin{pmatrix}{\frac {\partial ^{2}f}{\partial x_{1}\,\partial x_{1}}}&{\frac {\partial ^{2}f}{\partial x_{1}\,\partial x_{2}}}&\cdots &{\frac {\partial ^{2}f}{\partial x_{1}\,\partial x_{n}}}\\\\{\frac {\partial ^{2}f}{\partial x_{2}\,\partial x_{1}}}&{\frac {\partial ^{2}f}{\partial x_{2}\,\partial x_{2}}}&\cdots &{\frac {\partial ^{2}f}{\partial x_{2}\,\partial x_{n}}}\\\\\vdots &\vdots &\ddots &\vdots \\\\{\frac {\partial ^{2}f}{\partial x_{n}\,\partial x_{1}}}&{\frac {\partial ^{2}f}{\partial x_{n}\,\partial x_{2}}}&\cdots &{\frac {\partial ^{2}f}{\partial x_{n}\,\partial x_{n}}}\end{pmatrix}}}
El terme matriu hessiana (o discriminant hessià) va ser introduït pel matemàtic anglès James Joseph Sylvester que les va anomenar en honor del matemàtic alemany Ludwig Otto Hesse. Les matrius hessianes es fan servir normalment per resoldre problemes d'optimització amb funcions de diverses variables.

## Simetria de la matriu hessiana
Seguint el teorema de Clairaut, en el cas que la funció f definida com
{\displaystyle f\colon A\subseteq \mathbb {R} ^{n}\to \mathbb {R} }
tingui derivades parcials contínues per a qualsevol punt del domini obert A, llavors per a qualssevol {\displaystyle i,j\in \{1,\ldots ,n\}} i donat un punt {\displaystyle (a_{1},a_{2},...,a_{n})\in A}, tenim que:
{\displaystyle {\frac {\partial ^{2}f}{\partial x_{i}\,\partial x_{j}}}(a_{1},\dots ,a_{n})={\frac {\partial ^{2}f}{\partial x_{j}\,\partial x_{i}}}(a_{1},\dots ,a_{n}).}
i per tant, l'ordre de derivació per obtenir derivades segones parcials no importa. En conclusió, donades aquestes circumstàncies, la matriu hessiana de f és una matriu simètrica.

## Aplicació de la matriu hessiana
La matriu hessiana té aplicacions en el marc de la programació lineal, per trobar punts crítics així com estudiar la concavitat i convexitat d'una funció de diverses variables. Això és especialment útil dintre del món empresarial, on molt sovint s'han de prendre decisions sobre les condicions de producció, tècniques, quantitats a produir, etc., subjectes a restriccions físiques de l'empresa o bé financeres. La programació matemàtica és l'aplicació del mètode científic a problemes relacionats amb el control d'empreses o sistemes, a fi d'obtenir les millors solucions segons els objectius de l'empresa.
Si considerem que una empresa està afectada per diversos factors, podem expressar-ho com una funció real de diverses variables, és a dir, una funció definida sobre un conjunt dintre de l'espai ℝn.
Una funció de diverses variables es pot derivar aplicant les regles de derivació de les funcions reals d'una variable, si considerem que totes les variables són constants excepte una. Així, podem fer la derivada parcial de la funció respecte cada una de les n variables.
Cada una de les derivades parcials es pot tornar a derivar respecte cada una de les variables. Disposant aquests resultats en una matriu obtindrem la matriu hessiana de les derivades parcials en un punt.
La matriu hessiana en un punt x de ℝn, la representem per Hf(x) o Hf(x). Existeixen diversos mètodes per a la seva aplicació, detallats a continuació.

### Concavitat i convexitat
Sigui {\displaystyle A\subseteq \mathbb {R} ^{n}} un conjunt obert i {\displaystyle f\colon A\to \mathbb {R} } una funció amb derivades segones contínues:
1. Es diu que f és estrictament còncava quan la matriu hessiana Hf(a) és definida negativa per a tot a de A.
2. Es diu que f és còncava quan la matriu hessiana Hf(a) és semidefinida negativa per a tot a de A.
  - Si f és una funció còncava, llavors qualsevol punt en què totes les derivades parcials són zero, és un màxim global.
3. Es diu que f és estrictament convexa quan la matriu hessiana Hf(a) és definida positiva per a tot a de A.
4. Es diu que f és convexa quan la matriu hessiana Hf(a) és semidefinida positiva per a tot a de A.
  - Si f és una funció convexa, llavors qualsevol punt en què totes les derivades parcials són zero, és un mínim global.

### Mètode per trobar punts crítics
Es veurà a continuació com trobar els punts crítics (màxims, mínims i punts de sella) d'una funció f de múltiples variables.
1. S'igualen les primeres derivades parcials a zero.
2. Es resolen les equacions anteriors i se n'obtenen les coordenades dels punts crítics.
3. Es construeix la matriu hessiana (segones derivades parcials).
4. Segons els valors dels menors preferents dominants de la matriu hessiana avaluades als diferents punts crítics. aquests punts poden ser:

- Màxim: si la matriu hessiana en el punt és definida negativa (tots els menors preferents dominants són diferents de 0 i, a més, alternen en signe, essent el primer negatiu).
- Mínim: si la matriu hessiana en el punt és definida positiva (tots els menors preferents dominants són més grans que 0).
- Punt de sella: si la matriu hessiana en el punt és indefinida (ni definida o semidefinida positiva ni definida o semidefinida negativa).

### Matriu hessiana orlada
Una altra aplicació de la matriu hessiana és, en una funció f de n variables restringida a un domini determinat per una funció o funcions constants g = C, determinar si els seus punts crítics són màxims locals o mínims locals. El procés és el següent:
- S'obté el valor o valors crítics de f restringida a g  = C, així com el valor del multiplicador de Lagrange (λ).
- Plantegem la matriu hessiana. La forma general de la qual és:

{\displaystyle H(f,g)={\begin{pmatrix}0&{\frac {\partial g}{\partial x_{1}}}&{\frac {\partial g}{\partial x_{2}}}&\cdots &{\frac {\partial g}{\partial x_{n}}}\\\\{\frac {\partial g}{\partial x_{1}}}&{\frac {\partial ^{2}f}{\partial x_{1}^{2}}}&{\frac {\partial ^{2}f}{\partial x_{1}\,\partial x_{2}}}&\cdots &{\frac {\partial ^{2}f}{\partial x_{1}\,\partial x_{n}}}\\\\{\frac {\partial g}{\partial x_{2}}}&{\frac {\partial ^{2}f}{\partial x_{2}\,\partial x_{1}}}&{\frac {\partial ^{2}f}{\partial x_{2}^{2}}}&\cdots &{\frac {\partial ^{2}f}{\partial x_{2}\,\partial x_{n}}}\\\\\vdots &\vdots &\vdots &\ddots &\vdots \\\\{\frac {\partial g}{\partial x_{n}}}&{\frac {\partial ^{2}f}{\partial x_{n}\,\partial x_{1}}}&{\frac {\partial ^{2}f}{\partial x_{n}\,\partial x_{2}}}&\cdots &{\frac {\partial ^{2}f}{\partial x_{n}^{2}}}\end{pmatrix}}}
On f de la matriu hessiana orlada correspondria a la funció de Lagrange.
- Calculem la hessiana orlada al punt crític.
- Estudiem si el punt crític és un màxim o un mínim:

1. Es tractarà d'un màxim local de la funció f sota les restriccions g = C si els últims n − m (on n és el nombre de variables i m el nombre de restriccions) menors principals dominants de la matriu hessiana orlada avaluats al punt crític tenen signes alternats començant amb un signe negatiu.
2. Es tractarà d'un mínim local de la funció f sota les restriccions g = C si els últims n − m (on n és el nombre de variables i m el nombre de restriccions) menors principals dominants de la matriu hessiana orlada avaluats al punt crític tenen tots signe negatiu.